# Volodymyr Makucha
Volodymyr Oleksyovyč Makucha (ukrajinsky Володимир Олексійович Макуха; * 7. června 1955 Jaroslavl) je ukrajinský diplomat a politik. V letech 2006–2007 byl ministrem hospodářství v druhé vládě Viktora Janukovyče. Předtím v roce 2006 působil jako velvyslanec Ukrajiny v Japonsku.